# Герцог Алькала-де-лос-Гасулес

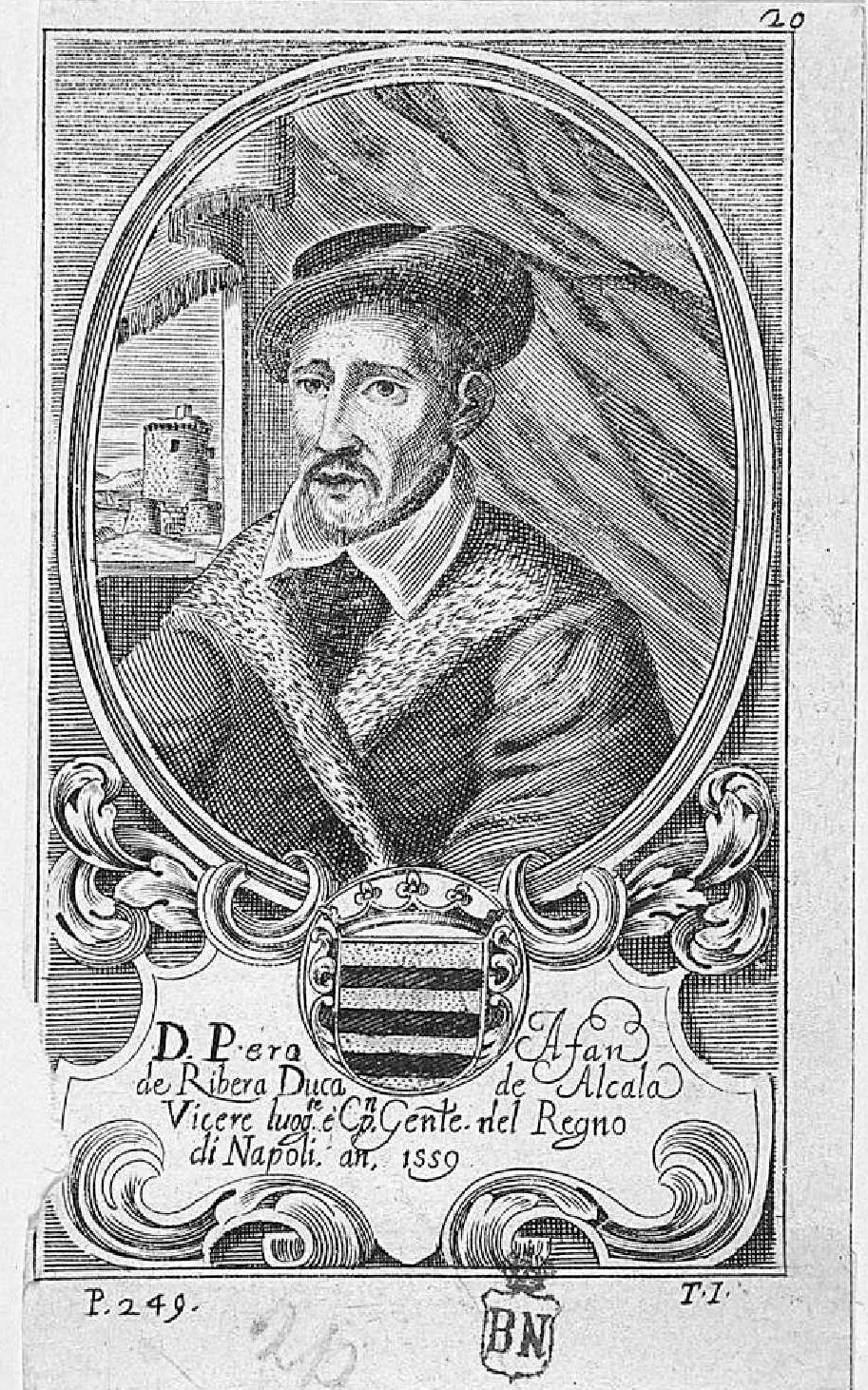
Пер Афан де Рибера и Портокарреро, 1-й герцог де Алькала-де-лос-Гасулес

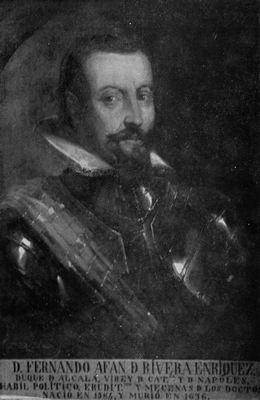
Фернандо Афан де Рибера и Тельес-Хирон, 3-й герцог де Алькала-де-лос-Гасулес

Герцог де Алькала-де-лос-Гасулес — испанский аристократический титул, созданный королем Филиппом II в 1558 году для Пера Афана де Риберы (1509—1571), владельца севильского дворца «Дом Пилата». Он занимал должности вице-короля Каталонии (1554—1558) и Неаполя (1559—1571).
Название герцогского титула происходит от названия города Алькала-де-лос-Гасулес (провинция Кадис, автономное сообщество Андалусия).

## Список герцогов Алькала-де-лос-Гасулес
|                             | Титул | Период                      |
| Креация создана Филиппом II | Креация создана Филиппом II | Креация создана Филиппом II |
| --------------------------- | --- | --------------------------- |
| I                           | Пер Афан де Рибера и Портокарреро (1509—1571), старший сын Фернандо Энрикеса де Риберы и Инес Портокарреро и Карденас | 1558—1571                   |
| II                          | Фернандо Энрикес де Рибера и Портокарреро (1527—1594), младший брат предыдущего | 1571—1594                   |
| III                         | Фернандо Афан де Рибера-и-Тельес-Хирон (10 мая 1583 — 4 апреля 1637), старший сын Фернандо Энрикеса, 4-го маркиза де Тарифы (ум. 1539), и Аны Тельес-Хирон (ум. 1558), внук предыдущего                                                                             | 1594—1637                   |
| IV                          | Мария Афан Энрикес де Рибера и Мора (ок. 1620—1639), дочь предыдущего | 1637—1639                   |
| V                           | Ана Франсиска Энрикес де Рибера и Портокарреро (1613 — 26 января 1645), дочь Педро Хирона Энрикеса де Риберы и Антонии Портокаррео и Карденас, 2-й маркизы де Алькала-де-ла-Аламеда                                                                                 | 1639—1645                   |
| VI                          | Хуан Франсиско де ла Серда и Энрикес де Рибера (4 ноября 1637 — 20 февраля 1691), старший сын Антонио де ла Серды, герцога де Мединасели (1607—1671), и Аны Марии Энрикес де Риберы и Портокарреро, 5-й герцогини Алькала-де-лос-Гасулес                            | 1645—1691                   |
| VII                         | Луис Франсиско де ла Серда и Арагон (2 августа 1660 — 26 января 1711), старший сын предыдущего | 1691—1711                   |
| VIII                        | Николас Мария Фернандес де Кордова и де ла Серда (24 июня 1682 — 19 марта 1739), второй сын Луиса Маурисио Фернандеса де Кордовы, 7-го маркиза де Прьего (1650—1690), и Феличе Марии Хосефы Бернарды Андреа Луисы де ла Серда и Арагон-Фольк де Кардона (1657—1709) | 1711—1739                   |
| IX                          | Луис Антонио Фернандес де Кордова и Спинола (24 сентября 1704 — 14 января 1768), старший сын предыдущего и Херонимы Спинолы и де ла Серды (1687—1735) | 1739—1768                   |
| X                           | Педро де Алькантара Фернандес де Кордова и Монкада (10 ноября 1730 — 24 ноября 1789), единственный сын предыдущего и Марии Тересы де Монкада и Бенавидес, 7-й маркизы де Аутона (1707—1756)                                                                         | 1768—1789                   |
| XI                          | Луис Мария Фернандес де Кордова и Гонзага (17 апреля 1749 — 12 ноября 1806), единственный сын предыдущего от первого брака с Марией Франсиской Саверией Гонзага ди Кастильоне (1731—1757)                                                                           | 1789—1806                   |
| XII                         | Луис Хоакин Фернандес де Кордова и Бенавидес (12 августа 1780 — 7 июля 1840), единственный сын предыдущего и Хоакины де Бенавидес и Пачеко, 3-й герцогини де Сантистебан-дель-Пуэрто (1746—1825)                                                                    | 1806—1840                   |
| XIII                        | Луис Томас Фернандес де Кордова и Понсе де Леон (18 сентября 1813 — 6 января 1873), старший сын предыдущего и Марии де ла Консепсьон Понсе де Леон и Карвахаль (1783—1856)                                                                                          | 1840—1873                   |
| XIV                         | Луис Мария Фернандес де Кордова и Перес де Баррадас (20 марта 1851 — 14 мая 1879), старший сын предыдущего и Анхелы Перес де Баррадас и Бернуй, 1-й герцогини де Тарифа (1827—1903)                                                                                 | 1873—1879                   |
| XV                          | Луис Хесус Фернандес де Кордова и Салаберт (16 января 1879 — 13 июля 1956), единственный сын предыдущего и Касильды Ремигии де Салаберт и Артеаги, 11-й герцогини де Сьюдад-Реаль (1858—1936)                                                                       | 1880—1951                   |
| XVI                         | Виктория Эухения Фернандес де Кордова и Фернандес де де Хенестроса (16 апреля 1917 — 18 августа 2013), старшая дочь предыдущего от первого брака с Аной Марией Фернандес де Хенестроса и Гайосо де лос Кобос (1879—1939)                                            | 1951—2013                   |